# Органогенни скали
Органогенните (биохимични) скали спадат към групата на седиментните (утаечни) скали. Те се делят на две подгрупи: зоогенни и фитогенни:
- Зоогенни скали – образуват се чрез натрупване на остатъци от животински организми – скелетни елементи, черупки и други.

- - черупчест варовик – пореста скала, изградена от черупки или техни отломки. Ползва се за производство на каменни блокове и плочи за вътрешна и външна облицовка. Има обемна плътност 900 – 2000 кг/м3; Поради това се използва и като трошен камък за леки бетони. Някои черупчести варовици представляват почти чист калциев карбонат и се ползват в химическата промишленост.

- Фитогенни скали – образуват се в резултат от натрупването на части от измрели растения.
  - креда – слабо споена скала, изградена от микроскопични водорасли. Употребява се като бял пигмент за приготвяне на строителни разтвори за замазки.
  - каменни въглища – Въглищата са образувани от растителни остатъци, които са се уплътнили, втвърдили, изменили химически и метаморфирали от топлината и налягането в хода на геоложката история.
  - бигор – много пореста скала, образуваща се около растенията в потоци и водопади, чиито води имат голямо съдържание на калциев карбонат.
  - диатомит – слабо споена и много пореста скала с обемна плътност 400 – 1000 кг/м3
  - трепел – много лека, глиноподобна скала с обемна плътност 500 – 1200 кг/м3